# بلیشوو
بلیشوو (به صربی: Beliševo) یک منطقهٔ مسکونی در صربستان است که در ولادیچین خان واقع شده‌است. بلیشوو ۱۳۶ نفر جمعیت دارد.